# سازه‌های بتنی
سازه بتنی سازه‌ای است که در ساخت آن از بتن یا به‌طور معمول بتن آرمه (سیمان، شن، ماسه و پولاد به صورت میلگرد ساده یا آجدار) استفاده شده باشد. در ساختمان در صورت استفاده از بتن آرمه در قسمت ستون‌ها و شاه تیرها و پی، آن ساختمان یک سازه بتنی محسوب می‌شود.
امروزه بسیاری از پلها را از بتن آرمه می سازند. برای استفاده از پل‌های بلندتر و بیشتر شدن فاصله پایه پل‌ها از تیر پیشتنیده استفاده می‌شود.

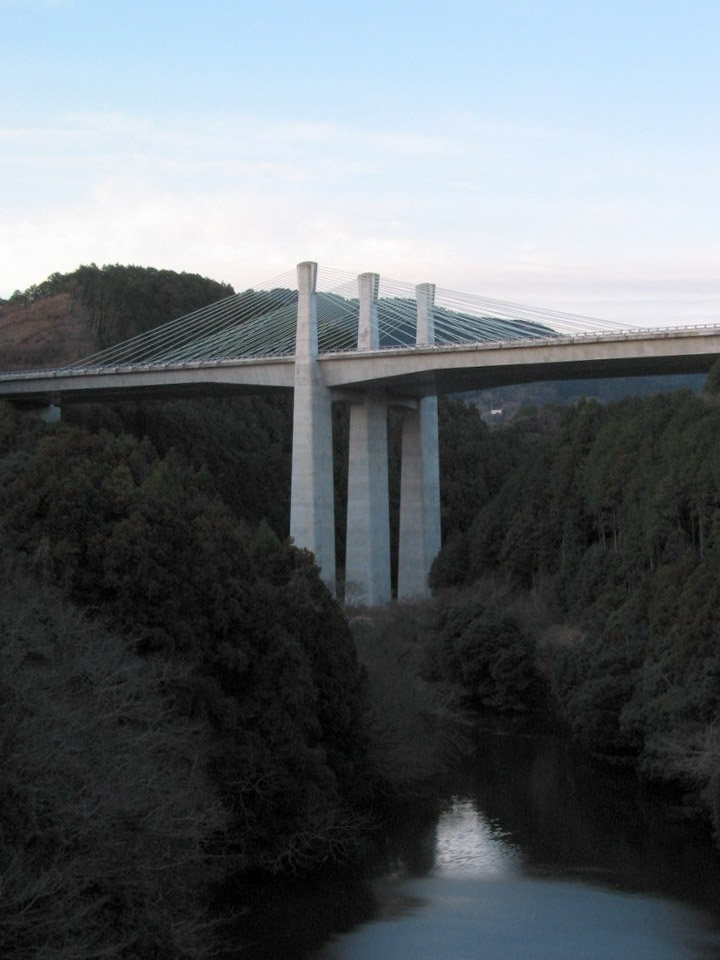

## مزایای سازه‌های بتنی
۱- ماده اصلی بتن که شن و ماسه می‌باشد ارزان و قابل دسترسی است.
۲- سازه‌های بتنی که مطابق با اصول آیین‌نامه‌ای طراحی و اجرا شده اند، در مقابل شرایط محیطی سخت، مقاومتر از سازه‌های ساخته شده با مصالح دیگر هستند.
۳- به علت قابلیت شکل پذیری بالای بتن، امکان ساخت انواع سازه‌های بتنی نظیر پل، ستون و ... به اشکال مختلف میسر است.
۴- سازه‌های بتنی در مقابل حرارت زیاد ناشی از آتش سوزی بسیار مقاوم‌اند. آزمایش‌ها نشان داده اند که در صورت ایجاد حرارتی معادل ۱۰۰۰ درجه سانتی گراد برای یک نمونه بتن آرمه، حداقل یک ساعت طول می‌کشد تا دمای فولاد داخل بتن، که با یک لایه بتنی با ضخامت ۲٫۵ سانتی متر پوشیده شده است، به ۵۰۰ درجه سانتی گراد برسد.

## روش‌های طراحی سازه‌های بتن آرمه
- abhar azad  {| class="wikitable sortable" !26 ! ! ! |- | |11 | |abhar azad |- | | | | |- | |23 |06 |99 |} به‌طور کلی هدف از طراحی یک سازه، تأمین ایمنی در مقابل فروریختگی و تضمین عملکرد مناسب در زمان بهره‌برداری است. چنانچه مقاومت واقعی یک سازه به‌طور دقیق قابل پیش‌بینی بود و در صورتی که بارهای وارد بر سازه و اثرات داخلی آن‌ها نیز با همان دقت قابل تعیین بودند، تأمین ایمنی تنها با ایجاد ظرفیت باربری به میزان جزئی بیش از مقدار بارهای وارده ممکن می‌گشت. لیکن عوامل نامشخص و خطاهای احتمالی متعددی در آنالیز، طراحی و ساخت سازه‌ها وجود دارند که یک حاشیه ایمنی را در طراحی سازه‌ها طلب می‌کنند. مهم‌ترین ریشه‌ها و منابع این خطاها عبارتند از:

الف: بارهایی که در عمل به سازه وارد می‌شوند و همچنین توزیع واقعی آن‌ها ممکن است با آنچه در بارگذاری سازه فرض شده‌است متفاوت باشند.
ب: رفتار واقعی سازه ممکن است با رفتار تئوریک سازه، که بر اساس آن نیروهای داخلی اعضا محاسبه می‌شوند، تفاوت داشته باشد.
ج: مقاومت واقعی مصالح به کار رفته در ساخت سازه ممکن است متفاوت از مقادیر فرض شده در محاسبات باشد.
د: ابعاد قطعات و محل واقعی میلگردها ممکن است دقیقاً مطابق آنچه طراح در محاسبات خود فرض کرده نباشد.
بنابراین، انتخاب یک حاشیه ایمنی مناسب امر بسیار دشواری است که نحوه منظور نمودن آن، به صورت یکی از مشخصه‌های اساسی روش‌های طراحی در آمده‌است. به‌طور کلی طراحی سازه‌های بتن آرمه به سه روش زیر صورت می‌گیرد:
۱: تنش مجاز
۲: مقاومت نهایی
۳: روش طراحی بر مبنای حالات حدی

### روش تنش مجاز
این روش که قبلاً روش تنش بهره‌برداری یا روش تنش بار سرویس نامیده می‌شد، اولین روشی است که به صورت مدون برای طراحی سازه‌های بتن آرمه بکارگرفته شد. در این روش یک عضو سازه‌ای به نحوی طراحی می‌شود که تنش‌های ناشی از اثر بارهای بهره‌برداری (یا سرویس)، که به کمک تئوری‌های خطی مکانیک جامدات محاسبه می‌شوند، از مقادیر مجاز تنش‌ها تجاوز نکنند. منظور از بارهای بهره‌برداری یا سرویس بارهایی نظیر: بار زنده، بار مرده، بار برف و بار زلزله هستند. این بارها توسط آیین‌نامه‌های بارگذاری، مانند مبحث ششم مقررات ملی ساختمان  تعیین می‌شوند. در این روش منظور از تنش مجاز تنشی است که از تقسیم تنش حدی ماده، نظیر مقاومت فشاری برای بتن و مقاومت تسلیم برای فولاد، بر ضریب بزرگتر از واحد، به نام ضریب اطمینان به دست می‌آید. تنش‌های مجاز مصالح توسط آیین‌نامه‌های محاسباتی تعیین می‌شوند. به عنوان مثال مطابق آیین‌نامه ACI مقدار تنش فشاری مجاز بتن {\displaystyle f'} c ۰٫۴۵می باشد.
بدین ترتیب مراحل این روش به‌طور خلاصه به ترتیب زیر هستند:
۱: تعیین بارهای وارد بر سازه
۲: آنالیز سازه و تعیین تنش‌ها در مقاطع مختلف به کمک تئوری‌های کلاسیک اجسام الاستیک
۳: تعیین تنش‌های مجاز با استفاده از یک آیین‌نامه محاسباتی
۴: طراحی نهایی مقطع با این محدودیت که در هیچ نقطه‌ای از سازه تنش‌های ایجاد شده از تنش‌های مجاز تجاوز نکنند
این روش به دلیل سادگی و سهولت کاربرد تا چندی قبل به عنوان قابل استفاده‌ترین روش طراحی سازه‌های بتن آرمه مطرح بود. لیکن نقاط ضعف این روش استفاده از آن را محدود کرده‌است. مهمترین این نقاط ضعف عبارتند از:
الف: در این روش ایمنی به کمک تنها یک ضریب (ضریب اطمینان) و در یک مرحله منظور می‌شود، از آنجا که عواملی که لزوم تأمین یک حاشیه ایمنی را ایجاب می‌کنند دارای ریشه‌ها و شدت‌های متفاوت هستند، در نظر گرفتن آن‌ها تنها با کمک یک ضریب غیر منطقی است.
ب: بتن ماده‌ای است که تنها تا تنش‌های معادل نصف مقاومت فشاری آن به صورت الاستیک و خطی عمل می‌کند. بنابراین با بکار بردن درصدی از مقاومت فشاری بتن در محاسبات نمی‌توان اطلاعی از ضریب اطمینان کلی سازه در مقابل فروریختگی به دست آورد.
ج: به کار بردن این روش در طراحی بعضی مقاطع با اشکالات تئوریک مواجه است. به عنوان مثال در مقاطع خمشی تنش واقعی فولاد غالباً کمتر از مقداری است که با این روش محاسبه می‌شود.
تا سال ۱۹۵۶ میلادی روش تنش‌های مجاز مبنای محاسبات در آیین‌نامه ACI بود. این روش از سال ۱۹۷۷ تنها در قسمت ضمائم آیین‌نامه و تحت عنوان روش دیگر طراحی جا داده شد.

### روش مقاومت نهایی
روش مقاومت نهایی که در آیین‌نامه ACI به نام روش طراحی بر مبنای مقاومت موسوم است، حاصل مطالعات گسترده روی رفتار غیر خطی بتن و تحلیل دقیق مسئله ایمنی در سازه‌های بتن آرمه می‌باشد. روند طراحی در این روش را می‌توان به صورت زیر خلاصه نمود:
۱: باربهره‌برداری به وسیله ضریبی موسوم به ضریب بار افزایش داده می‌شود، بار حاصله را اصطلاحاً بار ضریبدار یا بار نهایی می نامند.
۲: بارهای ضریبدار بر سازه اعمال می‌شوند و به کمک روش‌های خطی آنالیز سازه ها، نیروی داخلی مقاطع محاسبه می‌شود. به این نیروی داخلی اصطلاحاً مقاومت لازم گفته می‌شود. مقاومت لازم در یک مقطع شامل: مقاومت خمشی لازم، مقاومت برشی لازم، مقاومت پیچشی لازم و مقاومت بار محوری لازم است.
۳: برای هر مقطع، مقاومت طراحی آن از حاصلضرب مقاومت اسمی در ضریبی کوچکتر از واحد به نام ضریب کاهش مقاومت به دست می‌آید. مقاومت اسمی، حداکثر مقاومتی است که مقطع قبل از گسیختگی از خود نشان می‌دهد. مقاومت اسمی یک مقطع مشتمل است از: مقاومت خمشی اسمی، مقاومت برشی اسمی، مقاومت پیچشی اسمی و مقاومت بار محوری اسمی.
۴: طراحی مقطع به نحوی که در آن مقاومت لازم از مقاومت طراحی کمتر باشد.
روش طراحی بر مبنای مقاومت، امروزه اساس کار طراحی سازه‌های بتن آرمه می‌باشد.

### روش طراحی بر مبنای حالات حدی
به منظور تکامل روش مقاومت نهایی، به ویژه از نظر نحوه منظور نمودن ایمنی، روش طراحی بر مبتای حالات حدی ابداع گردید. این روش هم‌اکنون مبنای طراحی در تعدادی از آیین‌نامه‌های اروپایی است، با این حال این روش هنوز نتوانسته است جای روش مقاومت نهایی را در آیین‌نامه ACI بگیرد. این روش از نظر اصول محاسبات مربوط به مقاومت، مشابه روش طراحی بر مبنای مقاومت است و تفاوت عمده آن با روش قبل، در نحوه ارزیابی منطقی تر ظرفیت باربری و احتمال ایمنی اعضا می‌باشد.
در این روش نیازهای طراحی با مشخص کردن حالات حدی تعیین می‌شوند. منظور از حالات حدی شرایطی است که در آن‌ها سازه مورد نظر خواسته‌های طرح را تأمین نمی‌کند. طراحی سازه با توجه به سه حالت حدی زیر صورت می‌گیرد:
۱: حالت حدی نهایی، که مربوط به ظرفیت باربری می‌شود.
۲: حالت حدی تغییر شکل (مانند تغییر مکان و ارتعاش اعضا)
۳: حالت حدی ترک خوردگی یا باز شدن ترک ها

### مدل‌سازی سازه
امروزه در کشورهای صنعتی و پیشرفته با تعریف کاتالوگ محصولات از فولاد و بتن تا سنگ نما در نرم افزارهای مدل‌سازی اطلاعات ساختمان BIM سازنده،طراح و مالک به سادگی در مراحل ابتدایی با انتخاب محصول مشخص شده و جایگذاری آن در مدل با خصوصیات و رفتار ناشی از قرارگیری هر المان در ساختمان آشنا شده و می‌تواند به صرفه‌ترین انتخاب از لحاظ اقتصادی،انرژی و مقاومت را انجام دهد.